# مصعب بن ثابت بن عبد الله بن الزبير
مصعب بن ثابت بن عبد الله بن الزبير أحد رواة الحديث النبوي ، هو أبو عبد الله مصعب بن ثابت ابن أمير المؤمنين عبد الله بن الزبير أبو عبد الله الأسدي الزبيري المدني أمه جارية كلبية اشتراها أبوه من سكينة بنت الحسين بمائة ناقة، حدث عن أبيه ثابت بن عبد الله بن الزبير وعطاء بن أبي رباح ونافع العمري ومحمد بن المنكدر ، وحدث عنه ابنه عبد الله بن مصعب بن ثابت الزبيري والي اليمن وحاتم بن إسماعيل وعبد العزيز الدراوردي ومحمد بن عمر الواقدي وعبد الرزاق الصنعاني وجماعة غيرهم ، قال ابن حبان مات سنة 157 هـ وهو ابن ثلاث وسبعين سنة.

## روايته للحديث النبوي
- روى عن: إسماعيل بن محمد بن سعد بن أبي وقاص، وأبيه ثابت بن عبد الله بن الزبير، وحنظلة بن قيس الزرقي، وداود بن صالح التمار، وأبي حازم سلمة بن دينار، وعاصم بن عبيد الله العمري، وعمه عامر بن عبد الله بن الزبير، وجده عبد الله بن الزبير مرسل، وعبد الله بن عبد الله بن أبي طلحة، وعبد الله بن عروة بن الزبير، وعطاء بن أبي رباح، وابن عم أبيه عكاشة بن مصعب بن الزبير، والعلاء بن عبد الرحمن بن يعقوب، وعيسى بن معمر، وأبي الأسود محمد بن عبد الرحمن بن نوفل ومحمد بن مسلم بن السائب، ومحمد بن المنكدر، ونافع مولى ابن عمر، وهشام بن عروة.

روى عنه: أبو ضمرة أنس بن عياض، وبشر بن السري، وحاتم بن إسماعيل، وأبو الأسود حميد بن الأسود، وزيد بن أسلم، وهو أكبر منه، وعاصم بن عبد العزيز، وعبد الله بن المبارك، وابنه عبد الله بن مصعب بن ثابت الزبيري، وعبد الله بن الوليد العدني، وعبد الحميد بن سليمان، وعبد الرزاق بن همام، وعبد العزيز بن محمد الدراوردي، وعبيد بن عقيل الهلالي. وعيسى بن يونس، وكهمس بن الحسن. ومحمد بن عثمان بن ربيعة بن أبي عبد الرحمن، ومحمد بن عمر الواقدي، ومحمد بن عمرو بن علقمة، وهو من أقرانه، والمعافى بن عمران الموصلي، وأبو معشر المدني.

### مكانته عند علماءالجرح والتعديل
قال فيه أحمد بن حنبل: «ضعيف.»، وقال النسائي وغيرهـ: «ليس بالقوي.»، وقال أبو حاتم الرازي: «لا يحتج به. وروى معاوية بن صالح عن يحيى بن معين: ليس بشيء.»، وقال ابن حبان: «منكر الحديث استحق لذلك مجانبة حديثه.» 